# Homohelea barkudensis
Homohelea barkudensis är en tvåvingeart som beskrevs av Edwards 1932. Homohelea barkudensis ingår i släktet Homohelea och familjen svidknott. Inga underarter finns listade i Catalogue of Life.